# Marc Germain
Marc Germain, né le 23 novembre 1976 à Saint-Nizier-du-Moucherotte (Isère), est un pilote français d'enduro.

## Biographie
Il roule sur une Yamaha depuis ses débuts chez les seniors. Il a conquis en 2009 son 9e titre de champion de France de la discipline. Cela fait maintenant 10 ans que ce pilote domine le championnat de France E1, mais il n'a encore jamais remporté de titre mondial chez les seniors, malgré une 2e place en 2006. Il a cependant remporté un titre mondial en junior en 1998. Ce pilote fait également partie des spécialistes des classiques avec trois victoires sur le Trèfle lozérien et 5 victoires sur la Grappe de Cyrano. Il a également remporté à deux reprises les Six Day enduro en 2001 et 2009 par équipe.

## Palmarès
- Champion de France Enduro :  2001, 2002, 2003, 2004, 2005, 2006, 2007, 2008, 2009.
- Vainqueur du Trèfle lozérien : 2005, 2006, 2008, 2009.
- Vainqueur par équipe des ISDE 2001 et 2009 en catégorie Trophée
- Champion du monde d'Enduro Junior en 1998
- Vice-champion du monde d'enduro en 2006
- 3e du WEC en 2007 et 2005
- Vainqueur a 6 reprises (record de victoires) de la Grappe de Cyrano : 2005, 2006, 2007, 2008, 2010, 2011
- Vainqueur à 5 reprises (record) de la Val de Lorraine Classic: 2005, 2006, 2010, 2011 et 2016.